# Hemicyon
Hemicyon (лат., от др.-греч. ἡμι- (hēmi-) — половина и κύων (kúōn) — собака) — вымерший род млекопитающих из семейства медвежьих, живших во времена миоцена (20,44—7,25 млн лет назад) на территории Евразии и Северной Америке. Появились Hemicyon, вероятно, в Евразии.

## Описание
Hemicyon были около 1,5 м длиной и 70 см в холке, пропорциями тела напоминали тигра, а зубами — собаку. По общепринятому мнению были гиперплотоядными — питались исключительно мясной пищей. В отличие от современных медведей, Hemicyon были пальцеходящими, с длинными плюснами. Это говорит о том, что они были активными охотниками и хорошими бегунами, и, вероятно, охотились на равнинах стаями, что также отличает их от настоящих медведей, которые являются стопоходящими, и сближает с пальцеходящими собаками.
Лежандр и Рот исследовали два образца для определения массы тела. Первый образец имел оценочную массу 67,2 кг, второй — 534,5 кг.

## Систематика
Lartet при описании рода в 1851 году отнёс его к семейству медвежьих. В 1926 Фрик выделил его в подсемейство хемиционин (Hemicyoninae), но Carroll в своей фундаментальной работе 1988 года вернул род Hemicyon в семейство медвежьих.

### Классификация
По данным сайта Paleobiology Database, на июль 2020 года в род включают 6 вымерших видов:
- Hemicyon barbouri Colbert, 1941
- Hemicyon goriachensis Toula, 1884
- Hemicyon grivensis Frick, 1926
- Hemicyon minor Dépéret, 1887
- Hemicyon sansaniensis Lartet, 1851
- Hemicyon statzlingii Frick, 1926